# Арсани
Арсани (рос. арсаны, англ. arsanes — насичені гідриди тривалентного Арсену загальної формули AsnHn+2. Індивідуальні члени з нерозгалуженим ланцюгом називаються арсани, діарсани, триарсани і т. д. Наприклад, триарсан H2AsAsHAsH2.
Насичені гідриди арсену, в яких один чи більше арсенових атомів мають число зв'язування 5, називаються за допомогою префіксування локантів і символів
λ5 до назви відповідного арсану. Наприклад, 1λ5,2λ5,3λ5-триарсан H4AsAsH3AsH4.
Гідрокарбільні похідні AsH3 належать до класу арсинів.